# Rhodelphis
Rhodelphis es un arqueoplastido o un tipo de proto-alga que vive en ambientes acuáticos y es el grupo hermano de las algas rojas. A diferencia de las algas rojas que no tienen etapas flageladas y generalmente son fotosintéticas, Rhodelphis es un heterótrofo flagelado que contiene un cloroplasto remanente que no es capaz de realizar fotosíntesis, pero puede desempeñar un papel en las vías bioquímicas de la célula, como síntesis de hemo y agrupamiento de hierro-azufre. El nombre Rhodelphis sugiere a su cloroplasto el cual es un rodoplasto similar al de las algas rojas.
Este género es importante para la comprensión de la evolución de los cloroplastos porque proporciona información sobre la morfología y bioquímica de los primeros arqueoplastidos o los primeros miembros del reino Plantae. Rhodelphis es ovoide con un extremo anterior ahusado que lleva dos flagelos orientados perpendicularmente.

## Importancia evolutiva
Rhodelphis forma parte de los arqueoplastidos o el reino Plantae, un grupo que comparte un antepasado común que obtuvo el primer cloroplasto por endosimbiosis con una cianobacteria. Dado que no existían intermediarios de los eventos endosimbióticos primarios, el descubrimiento de Rhodelphis puede proporcionar información sobre el tipo de organismos que pueden haber absorbido los cloroplastos en primer lugar, los antepasados de todos los arqueoplastidos o el reino Plantae. Además, muestra algunos de los pasos que se tomaron al principio de la evolución de los cloroplastos, como el direccionamiento de proteínas y la transición de la fagotrofia a la mixotrofia. Estos descubrimientos son importantes para comprender el origen de las algas verdes, las plantas y las algas rojas, que son productores primarios integrales en todo el mundo.

## Descripción
Rhodelphis es un organismo unicelular ovoide con un diámetro de 10-13 µm. Las células no contienen pigmentos, por lo que parecen en su mayoría blancas bajo un microscopio y están cubiertas de glicostilos en forma de paragua. Las células son móviles y pueden nadar usando sus dos flagelos. Los flagelos, que se originan justo debajo del extremo anterior de la célula, son perpendiculares entre sí y tienen aproximadamente la misma longitud. El flagelo de orientación posterior está cubierto de mastigonemas similares a pelos. No hay ningún aparato de alimentación ostensible, pero la fagocitosis tiene lugar en el extremo posterior. La evidencia de las proteínas de importación a cloroplastos ha revelado que el cloroplasto remanente no fotosintetiza. El cloroplasto ha conservado alguna función en el ensamblaje de grupos de hierro-azufre y en la biosíntesis del hemo, pero no sintetiza ácidos grasos ni isoprenoides; Rhodelphis usa diferentes vías en el citosol para esto. Contiene mitocondrias con crestas planas que poseen una vía de biosíntesis de grupos de hierro-azufre y juegan un papel en la biosíntesis del hemo.
Rhodelphis es el grupo hermano de las algas rojas, pero los dos grupos difieren sustancialmente en su composición genética. El genoma de Rhodelphis es mucho más grande que los genomas de las algas rojas y sus genes contienen muchos más intrones. Además, los análisis genómicos revelaron que Rhodelphis contiene muchas secuencias que están ausentes en las algas rojas, como las que codifican proteínas flagelares y componentes necesarios para la fagocitosis. El ancestro común de las algas rojas y Rhodelphis resultó del evento endosimbiótico primario al principio de la evolución de los arqueoplastidos. Los genes que se dirigen a los cloroplastos coincidieron con los que se encuentran en las algas rojas lo implica que los plastos de Rhodelphis son rodoplastos.